# 長田育恵
長田 育恵（おさだ いくえ、1977年5月18日 - ）は、日本の劇作家。脚本家。てがみ座主宰。
東京都大田区出身。普連土学園中学校・高等学校、早稲田大学第一文学部文芸専修卒業。ノート所属。北海道戯曲賞最終選考委員（2014年（第1回）- 2017年（第4回））。読売新聞読書委員（2021年）。

## 略歴
- 1996年 早稲田大学「早大ミュージカル研究会」所属。脚本・作詞・演出を務める。
- 1998年 ミュージカル脚本「ATALAS」で早稲田大学演劇博物館創立70周年戯曲賞最終選考まで残る。
- 2003年 ジョーズカンパニー「ココ・スマイル3」にてファミリーミュージカルの執筆を開始する。
- 2007年 ミュージカル上演の一方で、戯曲の執筆にも幅を広げる。
- 2008年 戯曲「カシオペア」にて日本劇作家協会研修課、井上ひさし個人研修生に採用される。以降、井上ひさしに師事。
- 2009年 てがみ座旗揚げ。
- 2010年 戯曲『乱歩の恋文』演劇批評誌シアターアーツ45号に全文掲載。
- 2013年 戯曲『青のはて―銀河鉄道前奏曲―』第16回鶴屋南北戯曲賞候補作に選出
- 2014年 戯曲『地を渡る舟』で第58回岸田國士戯曲賞および第17回鶴屋南北戯曲賞候補作に選出
- 2016年 戯曲『蜜柑とユウウツ - 茨木のり子異聞 -』で第19回鶴屋南北戯曲賞受賞[2]。
- 同年、平成28年度「東アジア文化交流使」に選ばれる[3]。2017年3月から韓国のソウル特別市等において、今後の新作や共同制作に向けた現地演劇関係者との意見交換や調査等を実施する[4]。
- 2017年、戯曲『SOETSU －韓くにの白き太陽－』で第61回岸田國士戯曲賞候補作に選出
- 2018年、てがみ座『海越えの花たち』・劇団青年座『砂塵のニケ』戯曲・PARCOプロデュース『豊饒の海』戯曲にて第53回紀伊国屋演劇賞個人賞受賞
- 2020年『現代能楽集X～能「道成寺」「隅田川」より』にて第28回読売演劇大賞選考委員特別賞、PARCOプロデュース『ゲルニカ』にて同優秀作品賞
- 2021年、戯曲『ゲルニカ』で第65回岸田國士戯曲賞候補作に選出
- 2021年、NHK特集ドラマ『流行感冒』にて東京ドラマアウォード 単発ドラマ部門 優秀賞を受賞

## 作品

### 舞台
- コントオムニバス公演参加作品「違い」 - 脚本・演出（2007年）
- ノラの光景（2007年）
- ラブリーズ〜君に捧げるハーモニー〜（2008年） - 脚本
- カシオペア（2009年） - 脚本
- 鉄屑の空（2009年） - 脚本
- 光る河（2010年） - 脚本
- 青蛾館25周年記念「青ひげ公の城」（2010年） - 構成・脚色
- 非戦を選ぶ演劇人の会 ピースリーディング 第三部「井上ひさし 平和への祈り」（2010年） - 構成台本・共著
- 乱歩の恋文（2010年） - 脚本
- 線のほとりに舞う花を（2011年） - 脚本
- 空のハモニカ-わたしがみすゞだった頃のこと-（2011年） - 脚本
- 青のはて-銀河鉄道前奏曲-（2012年） - 脚本
- 地を渡る舟-1945/アチック・ミュージアムと記述者たち-（2013年） - 脚本
- 終の楽園（2014年） - 脚本
- 汽水域（2014年） - 脚本
- 蜜柑とユウウツ－茨木のり子異聞－（2015年） - 脚本
- 夜想曲集（2015年、原作：カズオ・イシグロ） - 脚本
- 対岸の永遠（2016年） - 脚本
- 燦々（2016年） - 脚本
- SOETSU -韓くにの白き太陽-（2016年） - 脚本[5]
- 風紋（2017年） - 脚本
- 百鬼オペラ「羅生門」（2017年、原作：芥川龍之介） - 脚本
- 神舞の庭（2018年） - 脚本
- 砂塵のニケ（2018年） - 脚本
- 海越えの花たち（2018年） - 脚本
- 豊饒の海（2018年、原作：三島由紀夫） - 脚本
- ゲルニカ（2020年） - 脚本
- 現代能楽集Ⅹ『幸福論』〜能「道成寺」「隅田川」より〜うち「隅田川」（2020年） - 脚本
- レストラン「ドイツ亭」（2022年、原作：アネッテ・ヘス） - 脚本

### ミュージカル
- ランド（1996年） - ミュージカル脚本・作詞・演出
- てっぺんで月をみよう（1997年） - ミュージカル脚本・作詞・演出
- 駅は今、朝の中（1997年） - ミュージカル脚本・作詞・演出
- ATLAS（1998年） - ミュージカル脚本・作詞
- FAKES〜そして誰もいなくなった（1998年）
- グッド・バイ（1999年） - ミュージカル脚本・作詞
- 花のふる午後（1999年） - 脚本
- 夜明けのポルカ（2000年） - ミュージカル脚本・作詞
- ココ・スマイル3〜虹色のメロディー〜（2002年） - 脚本･作詞
- フレンズ〜ガラクタ怪獣のなみだ〜（2003年） - 脚本･作詞
- ハロー・グッバイ!（2005年、原案：吉永亜矢） - 脚本･作詞
- ココ・スマイル4〜金星のステージ〜（2005年） - 脚本･作詞
- ココ・スマイル5〜明日へのロックンロール〜（2007年） - 脚本･作詞
- ファミリーミュージカル「魔法使いサリー」（2008年、原案：横山光輝） - 脚本･作詞
- ココ・スマイル6〜夏色のキャンバス〜（2009年） - 脚本･作詞
- ロボット・イン・ザ・ガーデン（2020年、原作：デボラ・インストール） - 脚本・作詞

### オペラ
- オペラシアターこんにゃく座 オペラ「遠野物語」（2019年） - 台本

### ゲーム
- SEGA ドリームキャスト「ROOMANIA」シナリオチーム参加 - シナリオ

### テレビドラマ
- リテイク 時をかける想い 第4話（2016年、東海テレビ） - 脚本
- マンゴーの樹の下で〜ルソン島、戦火の約束〜（2019年、NHK総合） - 脚本
- すぐ死ぬんだから（2020年、NHK BSプレミアム） - 脚本
- 流行感冒（2021年、NHK BS4K、原作：志賀直哉） - 脚本
- 群青領域（2021年10月15日 - 12月24日、NHK） - 脚本
- 旅屋おかえり（2022年1月25日 - 1月28日 / 2023年、NHK BSプレミアム） - 脚本
- 連続テレビ小説 らんまん（2023年春 - 、NHK） - 脚本
- 燕は戻ってこない（2024年4月30日 - 、NHK総合・NHK BSプレミアム4K） - 脚本[6]

### 映画
- 山女 （2023年）- 脚本（福永壮志との共同）

## 受賞歴
- 第70回文化庁芸術祭賞 演劇部門 新人賞（てがみ座『地を渡る舟』）
- 第19回鶴屋南北戯曲賞（グループる・ばる『蜜柑とユウウツ -茨木のり子異聞-』）
- 第53回紀伊國屋演劇賞 個人賞（青年座『砂塵のニケ』、てがみ座『海越えの花たち』、PARCO PRODUCE『豊饒の海』）
- 第28回読売演劇大賞選考委員特別賞（公益財団法人せたがや文化財団『現代能楽集X～能「道成寺」「隅田川」より』）
- 第28回読売演劇大賞優秀作品賞（PARCOプロデュース『ゲルニカ』）
- 東京ドラマアウォード2021 単発ドラマ部門 優秀賞（NHK特集ドラマ『流行感冒』）
- 第74回芸術選奨新人賞 放送部門（『らんまん』）[7]